# Fritz Ehlert
Friedrich „Fritz“ Ehlert (* 9. Oktober 1935 in Hochgarth; † 24. März 1984 in Dresden) 
war ein deutscher Schauspieler und Kabarettist. Er wurde vor allem bekannt als Partner („Erich“) von Hans Glauche in den Sketchen von Gustav & Erich an der Dresdner Herkuleskeule.

## Leben
Als Sohn einer Tänzerin und eines Schauspielers in der Tschechoslowakei geboren, wurde auch er mit seinen Eltern nach 1945 vertrieben.
Nach seinem Schauspielstudium in Weimar stand er von 1961 bis 1963 in Anklam, Stendal und Eisenach auf der Bühne. Im August 1967 kam er an das Dresdner Kabarett „Herkuleskeule“, wo er gemeinsam mit seinem Partner Hans Glauche das legendäre Sketch-Duo „Gustav & Erich“ (Ehlert war der Erich, stets begrüßt von Hans Glauche: „Meeeeiiii Eeeerich“) begründete, das bis etwa Mitte der 1970er Jahre bestand.
Am 3. März 1984 stand er das letzte Mal auf der Bühne der Herkuleskeule, am 24. März 1984 verstarb er im Alter von 48 Jahren. Er hinterließ seine Frau und eine Tochter.
1971 erhielt er den Kunstpreis der Stadt Dresden.